# Polymixis ruficincta
Polymixis ruficincta är en fjärilsart som beskrevs av Carl Reutti 1898. Polymixis ruficincta ingår i släktet Polymixis och familjen nattflyn. Inga underarter finns listade i Catalogue of Life.